# Baek Seung-hyun
Baek Seung-hyun (kor. 백승현; * 10. März 1995) ist ein südkoreanischer Fußballspieler.

## Karriere
Das Fußballspielen erlernte Baek Seung-hyun in der Universitätsmannschaft der Universität Ulsan in Ulsan. Seinen ersten Vertrag unterschrieb er 2018 bei Jeonnam Dragons, einem Verein aus Gwangyang, der in der höchsten Liga des Landes, der K League 1, spielte. Nach dem Abstieg verließ er den Verein und wechselte nach Thailand. Hier schloss er sich dem Zweitligisten Navy FC aus Sattahip an. Bei der Navy unterschrieb er einen Einjahresvertrag. Nach Vertragsende im Dezember 2019 war er bis Anfang März 2020 vertrags- und vereinslos. Anfang März unterschrieb er einen Vertrag in seinem Heimatland Südkorea beim Ulsan Citizen FC. Der Verein aus Ulsan spielt in der K4 League.